# Belbèse
Belbèse település Franciaországban, Tarn-et-Garonne megyében. Lakosainak száma 168 fő (2022. január 1.). Belbèse Comberouger, Larrazet, Saint-Sardos, Sérignac és Vigueron községekkel határos.

## Népesség
A település népessége az elmúlt években az alábbi módon változott:
| Lakosok száma | 138  | 131  | 132  | 128  | 139  | 149  | 160  | 163  | 168  |
|               | 2013 | 2015 | 2016 | 2017 | 2018 | 2019 | 2020 | 2021 | 2022 |